# 栗栖良依
栗栖 良依（くりす よしえ、1977年 - ）は、日本のアーティスト,プロデューサー,アートプロデューサー,社会活動家。
認定NPO法人スローレーベル芸術監督、ミラクル株式会社代表取締役。東京都出身。

## 略歴
東京都生まれ。聖ドミニコ学園小学校、聖ドミニコ学園中学校・高等学校卒業
2000年　東京造形大学造形学部美術学科比較造形専攻造形振興コース卒業。2006年　ドムスアカデミー（イタリア・ミラノ）ビジネスデザイン修士号取得。
2010年　右膝にできた悪性繊維性組織球腫（骨肉腫）という癌の治療のため休業。
2011年　横浜ランデヴープロジェクト　ディレクターに就任。
2014年　特定非営利活動法人スローレーベル設立。現代アートの国際展ヨコハマ・パラトリエンナーレ　総合ディレクターに就任。2015年　パフォーマンスプロジェクト『SLOW MOVEMENT』実施。障害のあるパフォーマーや表現活動を支援する人材（アカンパニスト／アクセスコーディネーター）の発掘と育成開始。
2016年　リオデジャネイロ パラリンピックの旗引き継ぎ式　ステージアドバイザー。2017年　東京オリンピック・パラリンピック競技大会（東京2020大会）開会式・閉会式4式典総合プランニングチームメンバーに選出
2019年　シルク・ドゥ・ソレイユの支援を受け、日本初のソーシャルサーカスカンパニー『SLOW CIRCUS PROJECT』設立
2020年　ミラクル株式会社設立。東京2020大会組織委員会の開閉会式企画・演出チーム新体制発表に伴い活動を終了。
2021年　東京2020オリンピック開会式・閉会式　D&I チーフプロデューサーとしてコメンタリーガイドを監修。東京2020パラリンピック開会式・閉会式　ステージアドバイザー
2022年　4月よりTBS情報番組「ひるおび」隔週木曜日コメンテーターとして出演。

## 人物

### 栗栖良依とオリンピック
幼少期から世界平和に貢献する活動に関心を持ち、高校生の時に見たリレハンメルオリンピックの開会式に感銘を受け平和の祭典であり総合芸術でもある、オリンピックの開会式に携わりたいと東京造形大学に進学。在学中から大手イベント会社に所属し、スポーツの国際大会や各種文化イベントで運営や舞台制作の実務を学ぶ
1998年の長野オリンピックでは選手村内の式典交流班として運営に携わる
2009年には大地の芸術祭　越後妻有アートトリエンナーレにて市民参加型エンターテイメント作品の制作に参加するも、2010年3月右膝に悪性繊維性組織球腫という癌が発症し、再発と転移の確率が高かったためオリンピックの開会式を演出するという夢を捨て生きることに集中する
2011年、リハビリをしながら少しずつ活動を再開し始めた時に横浜市にある象の鼻テラスを運営するスパイラル／株式会社ワコールアートセンターの松田朋春氏から声がかかり、横浜ランデヴープロジェクトのディレクターに就任。ここから障害者施設や企業と国内外で活躍するアーティストとの新たな接点が生まれる
GRAEAE THEATRE COMPANY 芸術監督兼CEOのジェニー・シーレイ が演出した2012年ロンドンパラリンピックの開会式が素晴らしく『オリンピックより面白い！』と感じ『パラリンピックの開会式をやりたい』と宣言し夢を上書きした。のちに彼女を日本に招いたワークショップも開催している
2013年9月7日　国際オリンピック委員会（IOC）は2020年の東京オリンピック・パラリンピック開催を決定
2014年の国際展ヨコハマ・パラトリエンナーレを立ち上げ総合ディレクターに就任したが、そこで障害を持つアーティストの問題点を感じ、2015年からはSLOW MOVEMENTとして障害のある人もない人も参加してひとつの表現を創作するパフォーマンスプロジェクトを実施。SLOW MOVEMENTでは、パフォーマンス制作と並行して、障害のある人が舞台にあがるための障壁を解消するため、アカンパニスト（伴奏者）とアクセスコーディネーターの育成に取り組む。その実績が評価されて2016年のリオデジャネイロ パラリンピックの旗引き継ぎ式ではステージアドバイザーを勤めることとなる
2017年　東京オリンピック・パラリンピック競技大会（東京2020大会）開会式・閉会式4式典総合プランニングチームメンバーに選出
2020年12月23日　東京2020大会組織委員会は開閉会式企画・演出チームの新体制発表会見を行い、野村萬斎率いる7人のチームを解散し、パラリンピックの演出統括だったクリエイテイブディレクター佐々木宏を新体制の総合統括に任命したことを発表。山崎貴、MIKIKO、椎名林檎、川村元気、栗栖良依は22日付で活動を終えたが、チームが解散された後もひとり残留し、翌年のオリンピック開閉会式ではD&I チーフプロデューサーとしてコメンタリーガイドの監修を、パラリンピック開閉会式ではステージアドバイザーを務めた
東京2020パラリンピック開閉会式では、オーディションでキャストを選出することにこだわり、スローレーベルで育てた12名のアカンパニストと10名のアクセスコーディネーターを投入することで、重度障害者であったとしても障害が理由で舞台に立つことを諦めなくてすむ安全な環境をつくりあげた

### 栗栖良依と病気
栗栖良依を語る上で病気の話は避けて通れない、また『不幸中の幸い』というエピソードもいくつかある
2009年後半より右膝に違和感があり様々な医療機関を受診するも一向に治らず、2010年に知人の紹介で受診した大学病院で撮ったレントゲンを見ている時に『整形外科で”更に”腫瘍課“の先生』が”たまたま”通りかかり悪性繊維性組織球腫という癌（骨肉腫）を見つけてくれ即入院となる
3月の病気発覚から10月に退院するまでに3度の手術と8回の抗がん剤治療を受けた。右下肢機能を失うが幸いにも切断は免れ、人工関節と5カ月に及ぶ懸命なリハビリにより現在は杖無しの歩行も日常生活でなら出来るようになった
ポジティブに気持ちを保つため、自らの病床を『ホスピタル（Hospital）』ではなく『ハピタル(Happy+Hospital）』と命名、入院初日に女性という事もあり医師から薬の副作用による抜け毛への懸念を告げられた時もそのまま院内の床屋に行き『こんな機会はなかなか無い』と自ら率先して丸坊主にし気持ちを盛り上げる等できる事を思いつく限り実践した
また入院中は不思議な体験をいくつかしていてシンクロニシティと呼ばれる現象も数多く経験した
これらの出来事やのちの重要な出会いの一つである松田朋春とのエピソードは2020年10月、退院後10年を記念した「ラジオ：クリスの自由な時間のピンチをチャンスにする方法」にて7回に渡り体験談を話している

## 主な賞歴
- 2014年日本のコ・クリエイションアワードベストケーススタディ賞受賞(インフォ. バーン、電通)
- 2016年第65回横浜文化賞「文化・芸術奨励賞」
- 2016年タイムアウト東京 LOVE TOKYO AWARDS 2016 「Face of Tokyo」受賞